# 세키구치 도모야
세키구치 도모야(일본어: 関口 智也, 2007년 6월 19일~)는 일본의 축구 선수이다.

## 구단 경력
그는 2024년 J3리그의 나라 클럽에 입단했다.